# مونيكا زانكي
مونيكا زانكي هي ممثلة سويسرية مواليد مدينة برن قامت بالتمثبل في الأفلام الإيطالية.